# Lisa Fissneider
Lisa Fissneider (* 1. Oktober 1994 in Bozen) ist eine italienische Schwimmerin aus Südtirol.
Die aus Kaltern stammende Fissneider konnte nach starken Leistungen bei den Italien-Meisterschaften bei den Jugend-Schwimmeuropameisterschaften 2010 in Helsinki antreten und gewann dort Gold über 50 m Brust und Silber über 100 m Brust. In der Folge wurde sie zu den Kurzbahneuropameisterschaften 2010 in Eindhoven eingeladen, wo sie zusammen mit Laura Letrari, Elena Gemo und Federica Pellegrini Bronze in der 4 × 50-m-Lagenstaffel erringen konnte. Bei den Jugend-Schwimmweltmeisterschaften 2011 in Lima gewann sie Gold über 50 und 100 m Brust und Silber über 200 m Brust.